# Hults socken
Hults socken i Småland ingick i Södra Vedbo härad, ingår sedan 1971 i Eksjö kommun i Jönköpings län och motsvarar från 2016 Hults distrikt.
Socknens areal är 118,44 kvadratkilometer, varav land 105,02. År 2000 fanns här 943 invånare. Tätorten och kyrkbyn Hult med sockenkyrkan Hults kyrka ligger i denna socken. 

## Administrativ historik
Hults socken har medeltida ursprung.
Vid kommunreformen 1862 övergick socknens ansvar för de kyrkliga frågorna till Hults församling och för de borgerliga frågorna till Hults landskommun. Den senare inkorporerades 1952 i Höreda landskommun som 1971 uppgick  i Eksjö kommun. Församlingen uppgick 2018 i Hult-Edshults församling.
1 januari 2016 inrättades distriktet Hult, med samma omfattning som församlingen hade 1999/2000.
Socknen har tillhört samma fögderier och domsagor som Södra Vedbo härad. De indelta soldaterna tillhörde Kalmar regemente, Vedbo härads kompani och Smålands husarregemente, Liv- och Södra Vedbo skvadroner, Livkompaniet.

## Geografi

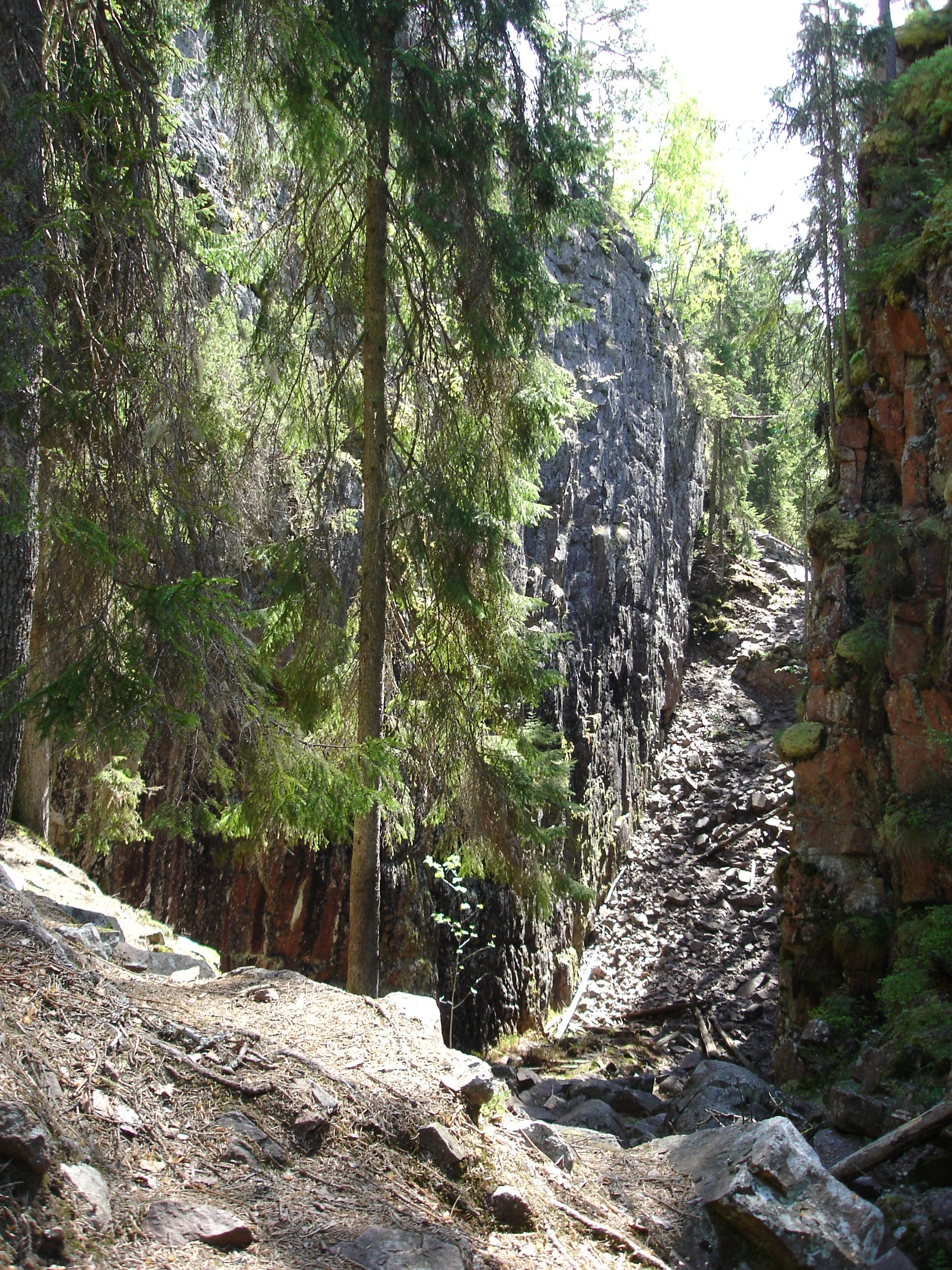
Skurugata

Hults socken ligger öster om Eksjö vid sjöarna Försjön och Skedesjön med sjöarna Solgen och Mycklaflon i söder. Socknen är kuperad skogstrakt som i nordväst i Skuruhatt når 337 meter över havet. Öster om Skurhatt ligger dalgången Skurugata.

## Fornlämningar
Sex järnåldersgravfält är kända. Tre runristningar är kända, varav två vid Östraby (nu försvunna, en av dem kan ha försvunnit på 1800-talet och befinna sig i en vägbank intill gamla kyrkplatsen) och en vid Sandshult.

## Namnet
Namnet (1284 Hulz) på socknen har övertagits från bebyggelse Hult i sin tur kommet av natur- eller ägonamnet hult, i betydelsen 'skottskog, hävdad skog'.

## Personer från bygden
Albert Engström växte upp i denna socken.

### Fotnoter
1. 1 2  Svensk Uppslagsbok andra upplagan 1947–1955: Hult socken
2. 1 2  Harlén, Hans; Harlén Eivy (2003). Sverige från A till Ö: geografisk-historisk uppslagsbok. Stockholm: Kommentus. Libris 9337075. ISBN 91-7345-139-8
3. ↑  ”Församlingar”. Statistiska centralbyrån. https://www.scb.se/hitta-statistik/regional-statistik-och-kartor/regionala-indelningar/forsamlingar/. Läst 30 december 2022.
4. ↑  Administrativ historik för Hult socken (Klicka på församlingsposten). Källa: Nationella arkivdatabasen, Riksarkivet.
5. ↑  Indelta soldater, torp och rotar i Jönköpings län Arkiverad 24 januari 2012 hämtat från the Wayback Machine. Jönköpingsbygdens Genealogiska Förening
6. 1 2  Sjögren, Otto (1931). Sverige geografisk beskrivning del 2 Östergötlands, Jönköpings, Kronobergs, Kalmar och Gotlands län. Stockholm: Wahlström & Widstrand. Libris 9939
7. 1 2  Nationalencyklopedin
8. ↑  ”Startar...”. app.raa.se. https://app.raa.se/open/fornsok/lamning/544151f1-e34b-46c0-bbb7-5ef55ad1eb54. Läst 8 april 2025.
9. ↑  Fornlämningar, Statens historiska museum: Hults socken
10. ↑  Fornminnesregistret, Riksantikvarieämbetet: Hults socken Fornminnen i socknen erhålls på kartan genom att skriva in sockennamn (utan "socken") i "Ange geografiskt område"
11. ↑  Riksarkivet. ”Riksarkivet - Sök i arkiven”. sok.riksarkivet.se. https://sok.riksarkivet.se/sdhk/?EndastDigitaliserat=false&DatumFran=1284&DatumTill=1284&Innehall=Hult&TrycktUtgava=true&TrycktRegest=true&Brevtext=true&Extratext=true&Sigill=true&Original=true&MedeltidaAvskrifter=true&MedeltidaRegest=true&EftermedeltidaAvskrifter=true&EftermedeltidaRegest=true&AvanceradSok=False&page=1&postid=sdhk_1269&tab=post#tab. Läst 8 april 2025.
12. ↑  ”‐hult”. Nordiska samarbetskommittén för namnforskning (NORNA). 1993 granskad 2004. https://www.norna.org/sites/default/files/nonelex/-hultSE.pdf. Läst 8 april 2025.